# Grégoire Le Mière
Pour les articles homonymes, voir Le Mière.
Grégoire Le Mière est un navigateur et un skipper amateur français, né en 1967 à Cherbourg,.

## Biographie
Il habite en France où il exerce la profession d'ingénieur. Il est diplômé de l'École nationale supérieure d'Arts et métiers.

## Palmarès
- 2005 : 28e du Tour de Bretagne à la voile
- 2006 : 40e de la Solitaire Afflelou Le Figaro - 6e de la Solitaire de Concarneau - 2e de la Transmanche
- 2007 : 36e de la Solitaire Afflelou Le Figaro
- 2008 : 27e de la Solitaire Afflelou Le Figaro
- 2012 : 2e de la Transquadra